# European Club Association
European Club Association (forkortet ECA) er en organisation, som repræsenterer fodboldklubber i Europa. Organisationen erstattede G-14. Den nuværende leder af Karl-Heinz Rummenigge.

## Historie
Organisationen blev dannet efter opløsningen af G-14 i januar 2008, og har mindst et medlem fra hver af fodboldforbundene i Europa. Ved slutningen af hver sæson får hver fodboldforbund et vist antal medlemmer, alt efter, hvilken placering de har på UEFAs rangliste. De tre højest rangerende forbund får fem klubber med, de næste tre får fire hold med. Fra 7-15 får hvert forbund tre hold med. 16-25 får to hold med i ECA, mens resten får 1 hold med i samarbejdet. 

## Grundlæggerne
Følgende 16 klubber grundlagde ECA:
- Anderlecht
- Dinamo Zagreb
- København
- Chelsea
- Manchester United
- Lyon
- Bayern München
- Olympiakos
- Juventus
- Milan
- Birkirkara
- Ajax
- Porto
- Rangers
- Barcelona
- Real Madrid